# BBC 2W
A BBC 2W a BBC Walesi regionális tévéadója volt. A csatorna este fél kilenc és tíz között sugárzott csak angolul (míg az eredeti walesi csatorna walesiül). Indulásakor 1,1 millióan nézték.

## Megszűnés
A BBC a digitális átállás előtt bezárta a BBC 2W-t, a BBC Cymru Wales évi 3%-os hatékonyságnövelési tervének részeként. A digitális BBC Two Walesben visszatért a hálózati változathoz, ritkább regionális műsorokkal, mint az analóg BBC Two Wales esetében.